# Concrete (Washington)
Concrete ist eine Town im nördlichen zentralen Skagit County im US-Bundesstaat Washington. Zum United States Census 2020 betrug die Einwohnerzahl 801. Die Stadt Concrete liegt innerhalb des Mount Vernon-Anacortes-Metropolitan Statistical Area.

## Geschichte

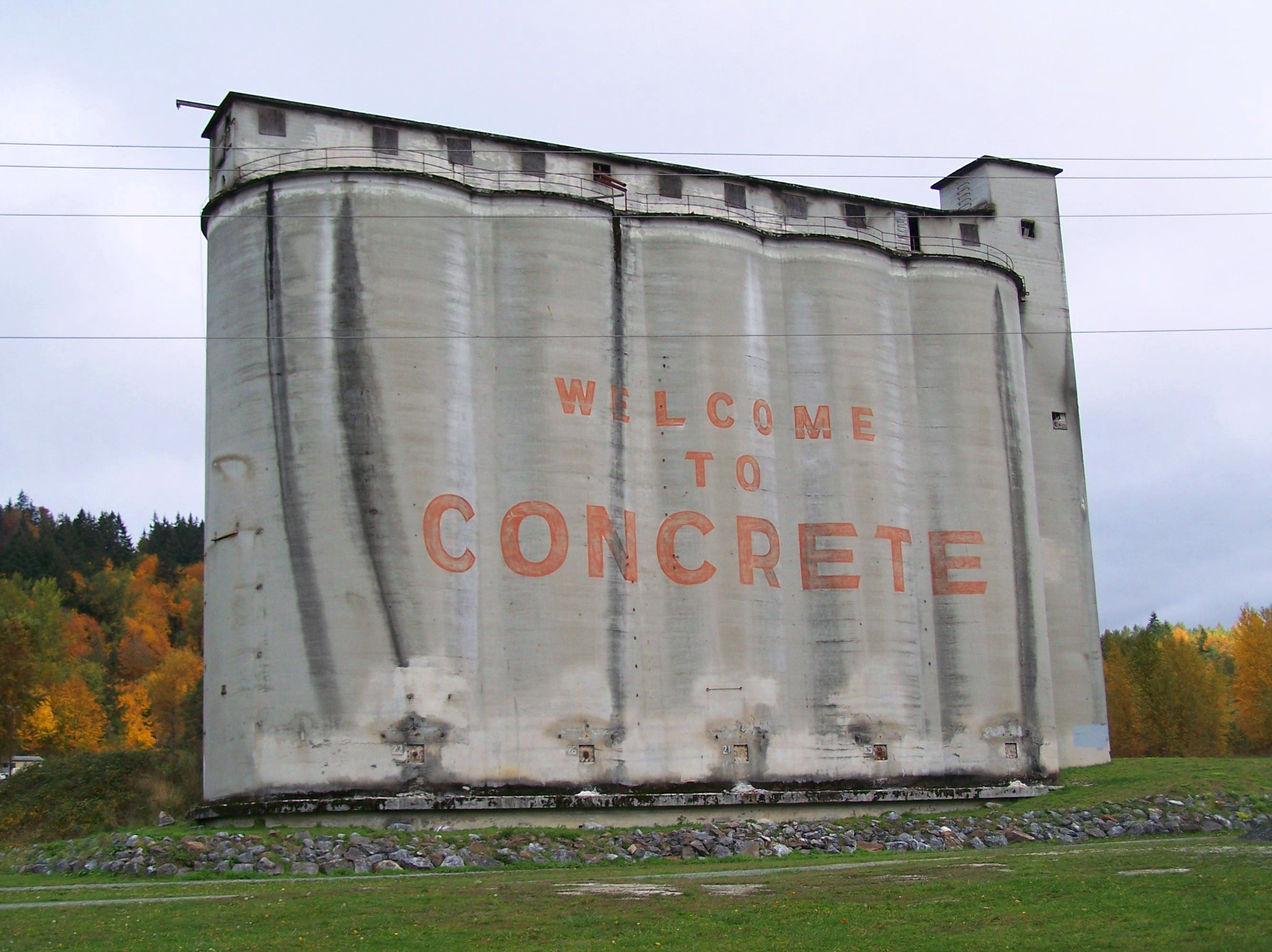
Die Zement-Silos von Portland Superior an der Superior Avenue und dem Highway 20 – Concrete, Washington. Die Worte „Welcome to Concrete“ wurden während der Dreharbeiten zu „This Boy’s Life“ angebracht.

Die Stadt Concrete hat mehrere Inkarnationen erlebt; die erste Siedlung am nordwestlich gelegenen Zusammenfluss von Baker River und Skagit River, wurde als „Minnehaha“ bekannt. Amasa „Peg-Leg“ Everett war einer der frühesten Siedler; 1890 wurde das Stadtgebiet durch einen anderen Siedler, Magnus Miller, parzelliert. Kurz danach wurde ein Postamt eingerichtet und die Stadt bekam den Namen „Baker“. Eine Siedlung jenseits des Baker River wurde 1895 wegen des Gebäudes der Washington Portland Cement Company „Cement City“ genannt. Nachdem das Werk der Superior Portland Cement Company 1908 in Baker gebaut war, wurde eine Zusammenlegung der zwei Kleinstädte beschlossen. Die Einwohner der neuen Gemeinde entschieden sich für den Namen „Concrete“ und die Stadt wurde so getauft und am 8. Mai 1909 als Gebietskörperschaft anerkannt.

## Geographie

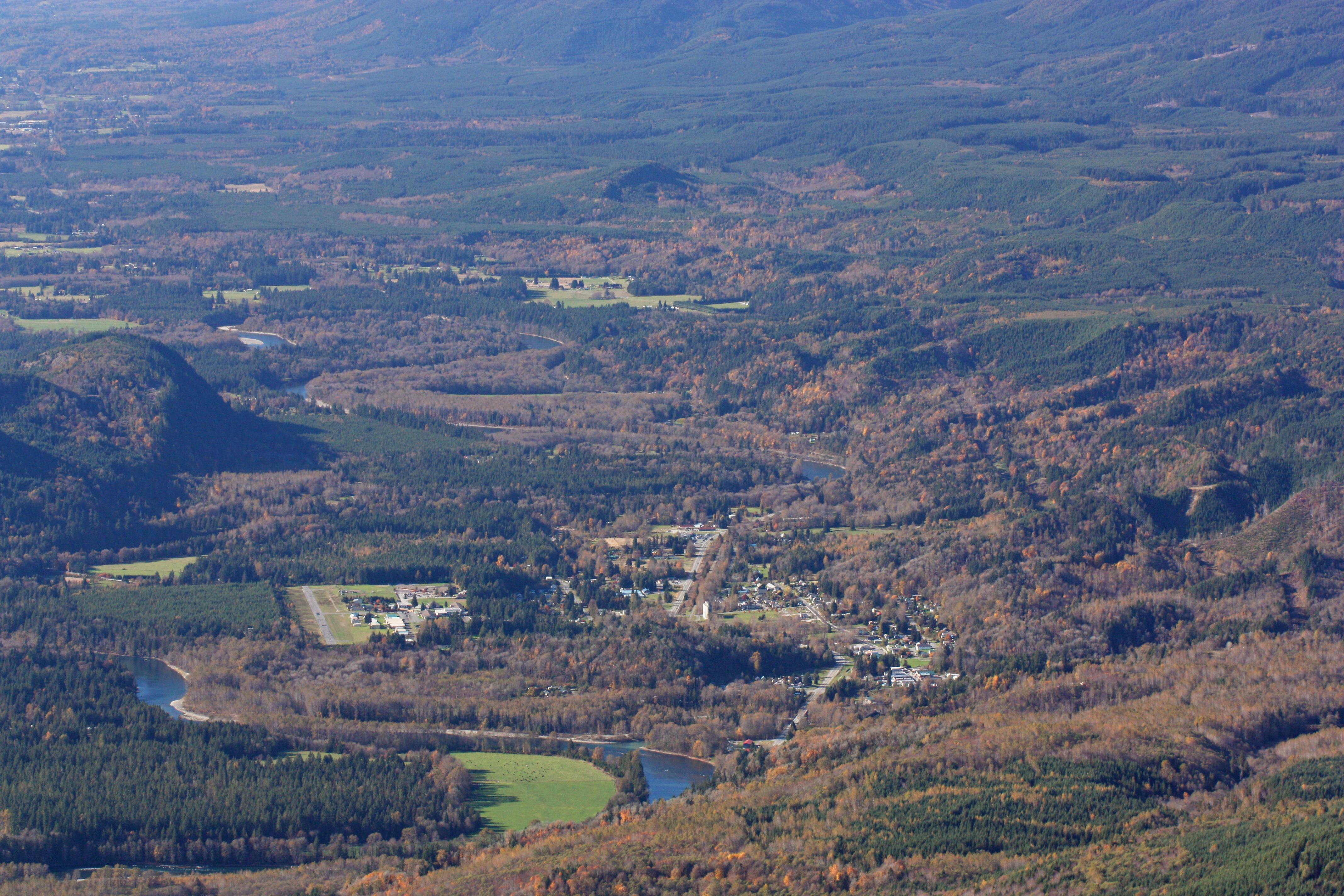
Concrete (unterhalb der Bildmitte) liegt im weiten geltschergeformten Tal des Skagit River samt seinem Zusammenfluss mit dem Baker River (größtenteils von Bäumen verdeckt).

Concrete liegt auf 48°32'21" N / 121°44'50" W. Nach dem United States Census Bureau nimmt die Stadt eine Gesamtfläche von 3,21 km² ein, wovon 3,16 km² Land- und der Rest Wasserflächen sind.
Die Stadt liegt größtenteils am Nordufer des Skagit River und wird vom unteren Baker River (einem Nebenfluss des Skagit River) halbiert. Mount Baker, ein Schichtvulkan, liegt nordwestlich von Concrete und Mount Shuksan liegt genau nördlich der Stadt. Beide Gipfel sind Teil der Nördlichen Kaskadenkette.

## Demographie
| Jahr | Einwohner |
| ---- | --------- |
| 1910 | 945       |
| 1920 | 924       |
| 1930 | 736       |
| 1940 | 859       |
| 1950 | 760       |
| 1960 | 840       |
| 1970 | 573       |
| 1980 | 592       |
| 1990 | 735       |
| 2000 | 790       |
| 2010 | 705       |
| 2020 | 801       |

### Census 2000
Nach der Volkszählung von 2000 gab es in Concrete 790 Einwohner, 300 Haushalte und 198 Familien. Die Bevölkerungsdichte betrug 252,1 pro km². Es gab 335 Wohneinheiten bei einer mittleren Dichte von 106,9 pro km².
Die Bevölkerung bestand zu 92,78 % aus Weißen, zu 2,53 % aus Indianern, zu 0,89 % aus Asiaten, zu 1,14 % aus anderen „Rassen“ und zu 2,66 % aus zwei oder mehr „Rassen“. Hispanics oder Latinos „jeglicher Rasse“ bildeten 2,66 % der Bevölkerung.
Von den 300 Haushalten beherbergten 37 % Kinder unter 18 Jahren, 45,3 % wurden von zusammen lebenden verheirateten Paaren, 14,3 % von alleinerziehenden Müttern geführt; 33,7 % waren Nicht-Familien. 27,7 % der Haushalte waren Singles und 11,7 % waren alleinstehende über 65-jährige Personen. Die durchschnittliche Haushaltsgröße betrug 2,63 und die durchschnittliche Familiengröße 3,19 Personen.
Der Median des Alters in der Stadt betrug 33 Jahre. 34,1 % der Einwohner waren unter 18, 5,4 % zwischen 18 und 24, 28,6 % zwischen 25 und 44, 20,8 % zwischen 45 und 64 und 11,1 65 Jahre oder älter. Auf 100 Frauen kamen 97 Männer, bei den über 18-Jährigen waren es 100,4 Männer auf 100 Frauen.
Alle Angaben zum mittleren Einkommen beziehen sich auf den Median. Das mittlere Haushaltseinkommen betrug 29.375 US$, in den Familien waren es 34.464 US$. Männer hatten ein mittleres Einkommen von 34.083 US$ gegenüber 17.083 US$ bei Frauen. Das Pro-Kopf-Einkommen betrug 12.492 US$. Etwa 8,4 % der Familien und 14 % der Gesamtbevölkerung lebte unterhalb der Armutsgrenze; das betraf 15,4 % der unter 18-Jährigen und 8,8 % der über 65-Jährigen.

### Census 2010
Nach der Volkszählung von 2010 gab es in Concrete 705 Einwohner, 295 Haushalte und 179 Familien. Die Bevölkerungsdichte betrug 223,1 pro km². Es gab 358 Wohneinheiten bei einer mittleren Dichte von 113,3 pro km².
Die Bevölkerung bestand zu 91,5 % aus Weißen, zu 0,3 % aus Afroamerikanern, zu 2 % aus Indianern, zu 0,4 % aus Asiaten, zu 1,1 % aus Pazifik-Insulanern, zu 1,6 % aus anderen „Rassen“ und zu 3,1 % aus zwei oder mehr „Rassen“. Hispanics oder Latinos „jeglicher Rasse“ bildeten 5,5 % der Bevölkerung.
Von den 295 Haushalten beherbergten 31,5 % Kinder unter 18 Jahren, 42 % wurden von zusammen lebenden verheirateten Paaren, 12,2 % von alleinerziehenden Müttern und 6,4 % von alleinstehenden Vätern geführt; 39,3 % waren Nicht-Familien. 29,2 % der Haushalte waren Singles und 9,2 % waren alleinstehende über 65-jährige Personen. Die durchschnittliche Haushaltsgröße betrug 2,39 und die durchschnittliche Familiengröße 2,93 Personen.
Der Median des Alters in der Stadt betrug 40,4 Jahre. 26,2 % der Einwohner waren unter 18, 6,4 % zwischen 18 und 24, 22,4 % zwischen 25 und 44, 32,9 % zwischen 45 und 64 und 12,1 65 Jahre oder älter. Von den Einwohnern waren 51,2 % Männer und 48,8 % Frauen.

## Bemerkenswerte Gebäude und Sehenswürdigkeiten
In der Stadt Concrete sind viele alte und original erhaltene Gebäude zu finden, gleichwohl auch einige ingenieurtechnische Meilensteine:

### Henry Thompson Bridge

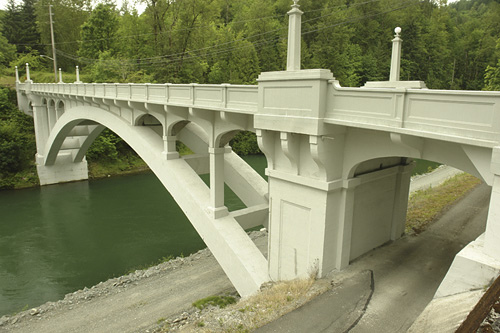
Henry Thompson Bridge

Die Henry Thompson Bridge wurde 1916–1918 erbaut und nach dem schottischen Einwanderer, Siedler und Landrat (County Commissioner) des Skagit County benannt, der seinen Bau vorantrieb. Die Namensgebung erfolgte nach dem tödlichen Eisenbahnunfall von Henry Thompson 1918. Zu jener Zeit bildete ihr anmutiger Bogen die längste ungestützte Spannbetonbrücke der Welt oder ggf. im Westen; sie ist seit 1976 in den Historic Registers der USA und Washingtons gelistet. Bis 1972, als das Washington State Department of Transportation den Highway 20 (damals als Star Route 20 bekannt) außerhalb der Stadt neu trassierte war sie die einzige durchgängige Verbindung über den Baker River und ins östliche Skagit County.
Die Brücke wurde ursprünglich von Bowerman and McCloy Consulting Engineers aus Seattle geplant und von J.R. Wood Contractors (gleichfalls aus Seattle) gebaut. Sie wurde 2003/04 einer kompletten Erneuerung unterzogen. Das Planungsunternehmen für die Erneuerung war Entranco, Inc. aus Bellevue (Washington) (die in der Zwischenzeit durch AECOM aufgekauft wurden) und das ausführende Unternehmen war One Way Construction aus Sedro-Woolley (Washington).

### Concrete High School

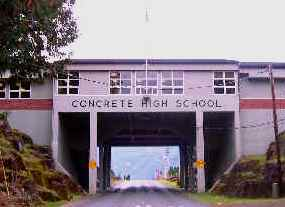
Concrete High School

Die Concrete High School wurde 1952 erbaut. Es gibt neben den typischen und notwendigen Schul-Einrichtungen eine sichtbare und unübliche Abweichung: Der Zentralteil wurde über die Zufahrtsstraße hinweg gebaut. Um den größten Nutzen daraus zu ziehen, führt die South Superior Avenue darunter hinweg und bietet so einen witterungsgeschützten Schulbus-Halt. Das Gebäude ersetzte den vorherigen Highschool-Bau im Zentrum der Stadt. Die Flure und der Holzladen wurden als Kulisse für den 1992 gedrehten Film This Boy’s Life von Michael Caton-Jones genutzt. Die Farben der Concrete High School sind lila und Gold und das Maskottchen der Sportmannschaft ist ein Löwe. Das Sportteam nimmt an der Northwest 2B/1A Liga der Washington Interscholastic Activities Association teil. Im Schuljahr 2012/13 war Concretes Future Business Leaders of America, eine gemeinnützige Organisation zur Förderung technisch orientierter Studenten, die am schnellsten wachsende im Bundesstaat Washington.

### Gebäude desConcrete Herald

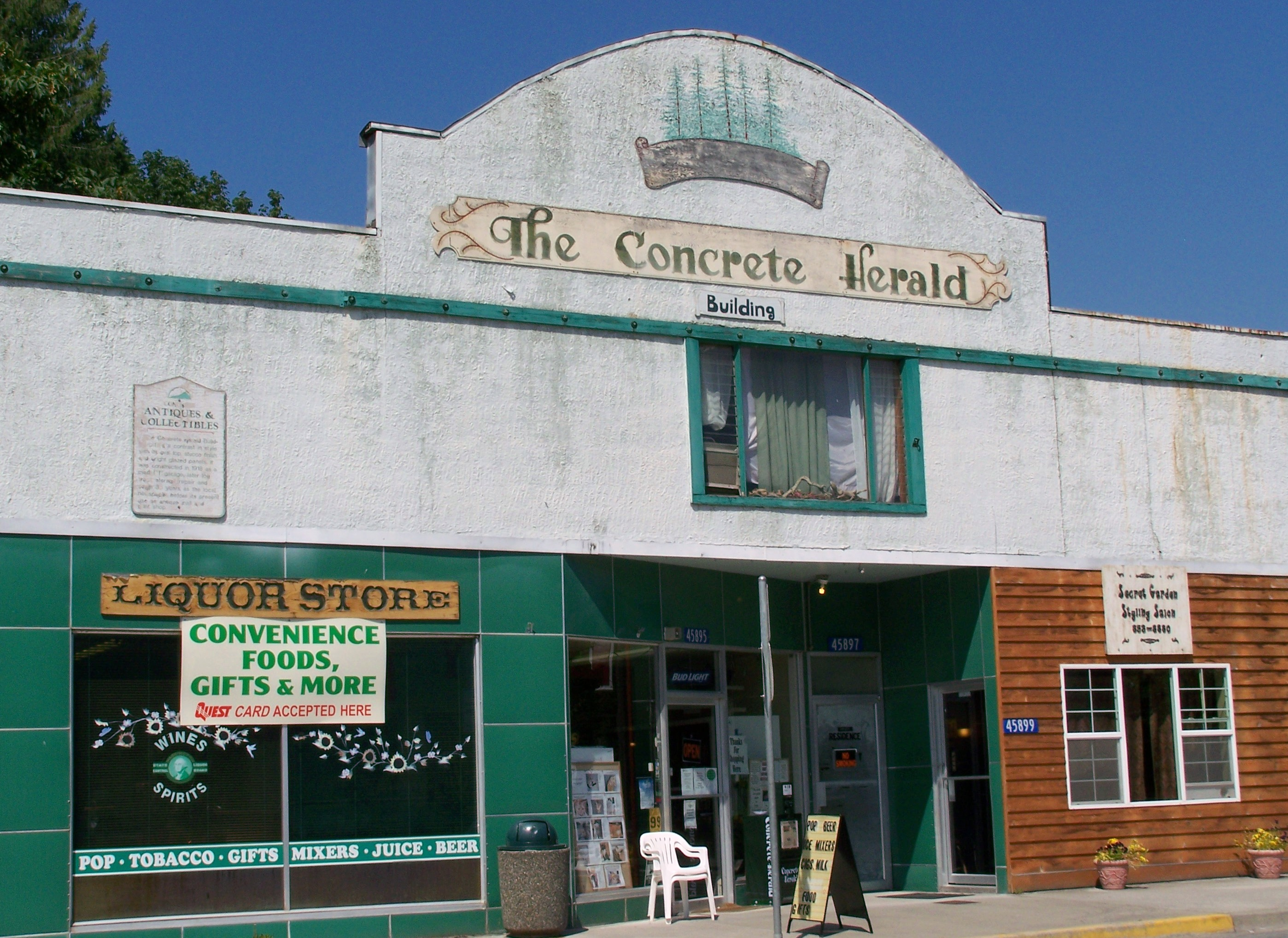
Gebäude des Concrete Herald

Im Herzen des Stadtzentrums an der Main Street gelegen, wurde das Gebäude des Concrete Herald ursprünglich 1918 als Werkstatt für Ford Modell T inklusive Tankstelle an der Frontseite errichtet. Als das Gebäude später zur Liegenschaft der Brommer Logging wurde, wurde im Obergeschoss eine große Wohnung eingerichtet. Kurz darauf übernahm der Eigentümer und Herausgeber des Concrete Herald, Charles M. „Chuck“ Dwelley, das Gebäude und baute es zu einer modernen Druckerei und dem neuen Gebäude des The Concrete Herald (gegründet 1910) um. Als Robert und June Fader die Zeitung nach Dwelleys Pensionierung in den späten 1970er Jahren kauften, blieb das Gebäude das des Wochenblattes. Als Gebäude und Zeitung 1990 verkauft wurden, wurde eine Druckerei eingerichtet, bis die heutigen Besitzer im Erdgeschoss einen Franchise-Laden des Washington State Liquor Control Board einrichteten. Das Concrete Herald Building bleibt bis heute ein Geschäft für geistige Getränke. Der Concrete Herald wurde durch Bürgermeister Jason Miller wiederbelebt, nachdem er die Upriver Community News von einem anderen Einwohner von Concrete übernommen hatte. Am 6. Mai 2009 begann der Concrete Herald mit einer monatlichen Ausgabe. Die Zeitung wird an verschiedenen Orten im Skagit County verkauft.

### Rathaus

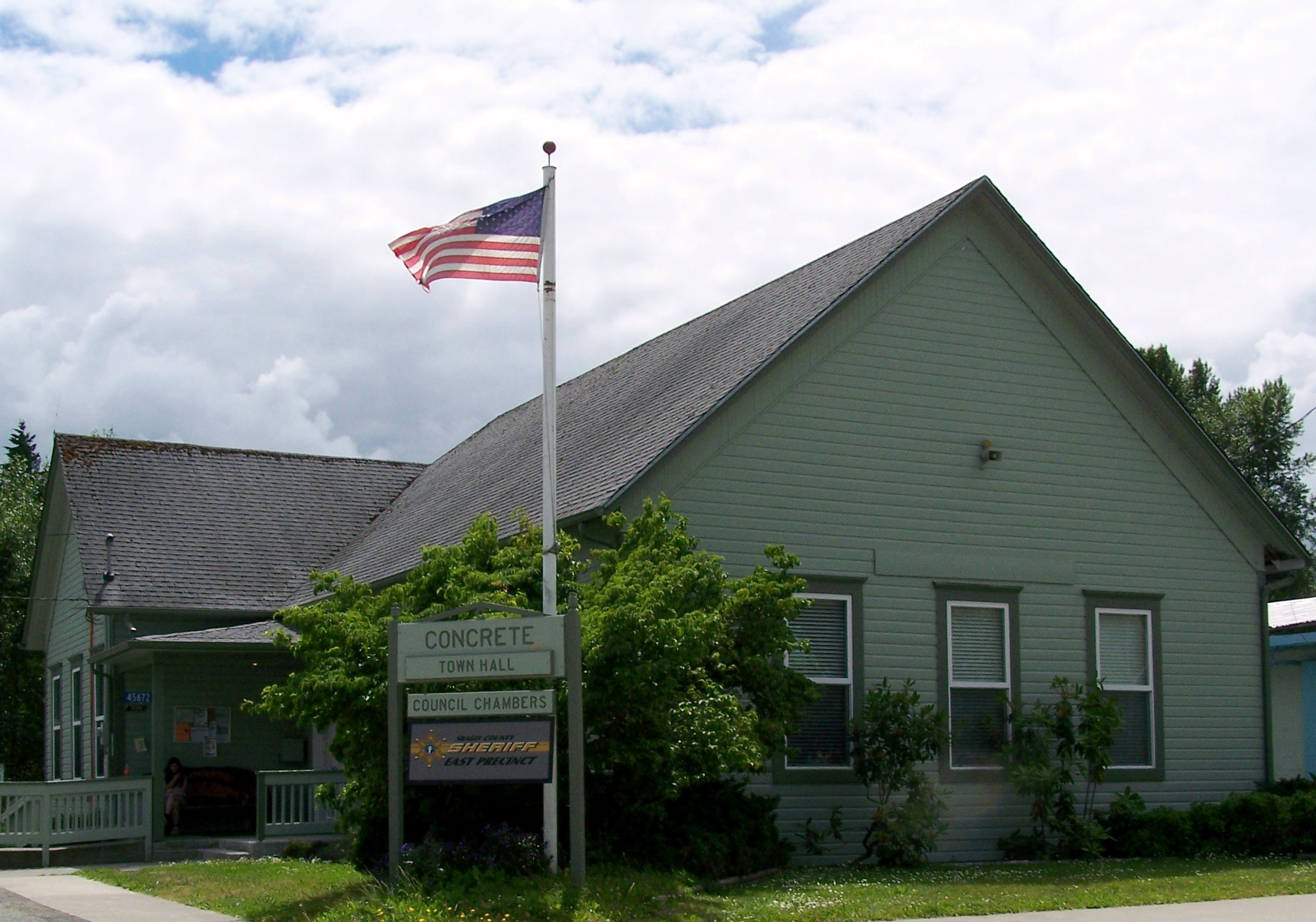
Rathaus von Concrete

Ursprünglich 1908 als Volksschule gebaut, befand sich das hölzerne, von Schindeln gedeckte Gebäude in der Main Street gegenüber der Bank; Unterricht fand bis 1910 statt. Als das Gebäude nicht länger als Schule genutzt wurde es zum heutigen Standort nahe dem heutigen Postamt in der West Main Street versetzt. An seinem heutigen Standort hat das Gebäude nacheinander als Bibliothek, Seniorenzentrum und (heute) als Rathaus samt einer Außenstelle des Skagit County Sheriff’s Department gedient.

### Concrete Theatre
Ursprünglich 1923 erbaut, fanden auf der Bühne des Concrete Theatre Varieté-Veranstaltungen, Boxkämpfe, Stumm- und Tonfilmvorführungen statt. Das Gebäude wird im Washington Heritage Register gelistet.

### Lower Baker Dam

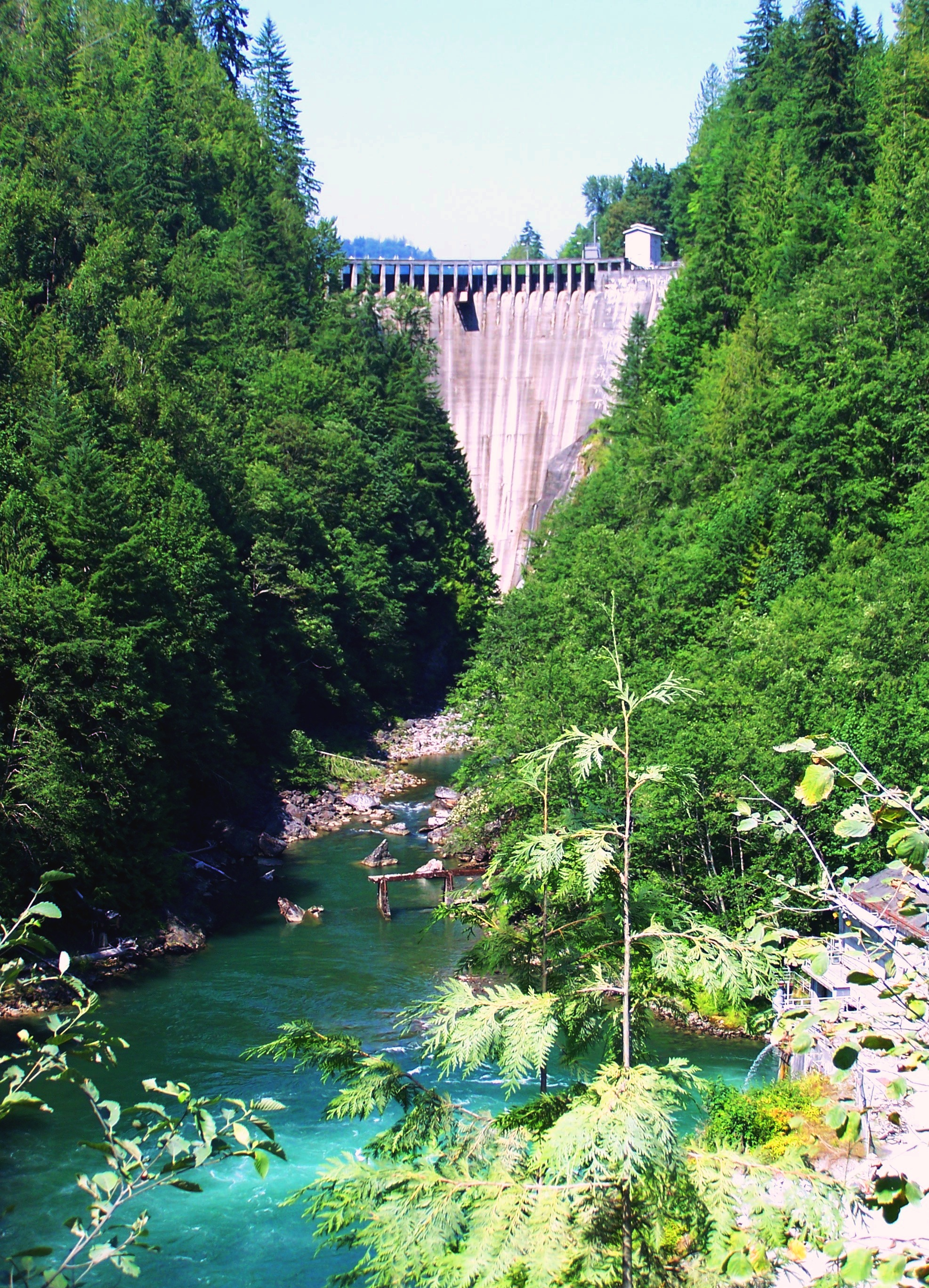
Lower Baker Dam

Zu der Zeit, als der Lower Baker Dam 1925 fertiggestellt und zwei Jahre später auf 89 m erhöht wurde, war er eine der höchsten Talsperren weltweit. Gegenwärtig gehört er der Puget Sound Energy und wird von ihr betrieben und unterhalten.

### Filmkulisse: This Boy’s Life

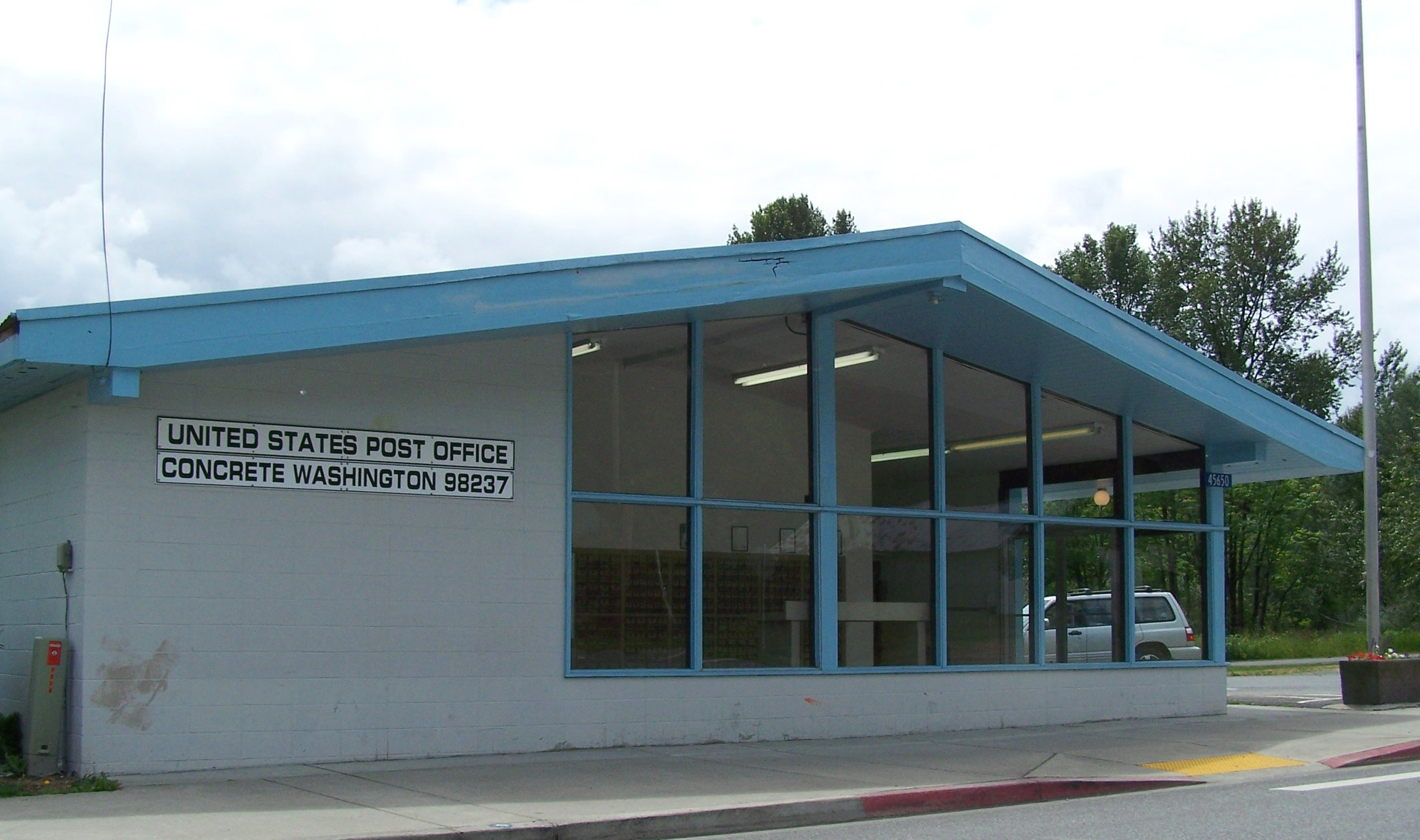
Postamt in Concrete

Der Schriftsteller Tobias Wolff verbrachte einen Großteil seiner Teenager-Zeit im Gebiet von Concrete. Wolffs Memoiren This Boy’s Life beschreiben sein früheres Leben im östlichen Skagit County und seine Zeit an der Concrete High School (als „Chinook High School“ im Roman bezeichnet). Der Roman wurde 1993 in einem Spielfilm mit demselben Titel verarbeitet; die Darsteller waren u. a. Leonardo DiCaprio, Robert De Niro und Ellen Barkin. Die Außenaufnahmen inner- und außerorts (wie auch einige Innenaufnahmen) wurden in Concrete und der Umgebung gemacht und eine Anzahl von Einwohnern spielten als Komparsen mit. Um den Look der 1950er Jahre erfahrbar zu machen, wurde die Stadt 1992 für die Wochen der Dreharbeiten im „Hollywood-Style“ in diese Zeit zurückversetzt.